# Andragógus
Az andragógus a felnőtteket képző, oktató pedagógus. A szó az andragógiából származik. 

## Etimológia
Az andragógia szavunk az andra- előtag az androsz „felnőtt ember” jelentésű görög szóból ered, a -gógia utótag pedig „vezet”, „irányít” jelentésű.
Magát a szót először Alexander Kapp használta 1833-ban a nagyipari és polgári forradalmak időszakában. A kifejezés nem honosodott meg azonnal, s majd száz évet kellett várni, mígnem egy Eugen Rosenstock nevű német társadalomtudós újból felelevenítette, s végleg elválasztotta a felnőttek nevelését a gyermekneveléstől.

## Helye atudományokközött
Az antropagógián, azaz az embernevelés tudományán belül található, a pedagógiával és mára már a gerontagógiával karöltve. Az iskola keretein belüli megalapozás azonban kétségkívül Franz Pöggeler nevéhez csatolható, aki az 1957-es esztendőben, tudományelméletben tárta fel mindazokat az eltéréseket, melyek az andragógia és a pedagógia között állnak fent. Az 1960-as évekre már készen is volt egy háromszemeszteres felnőttoktatói képzéssel Németországban. A kifejezés és minden újfajta felfogás, melyet magában rejtett, gyorsan terjedt egész Európában, s végül hazánkat is elérte. Magyarországon a honosítás Durkó Mátyás nevéhez köthető.
Ha az andragógia szó eredeti jelentését („férfi” és „vezető”) vesszük górcső alá, könnyen rájöhetünk, hogy ez nem egy új dolog, több száz éve is létezett, mindössze akkor még pontosabb elnevezés nélkül, a pedagógia tudományán belül. Rengeteg időnek kellett eltelnie ahhoz, hogy jogot kapjon önálló tudománnyá válni, noha a szakemberek mind a mai napig vitáznak rajta, vajon valóban különálló dologról van-e szó, vagy pusztán a pedagógia egyik teremtményéről. A legtöbb kutatás, fejlődés egyre inkább rávilágít arra, hogy ez előbbi megállapítás valóságában nem szabad kételkednünk. Egy azonban biztos. Bármennyire is önálló tudománnyá vált az andragógia – hiszen olykor eszközeiben, törekvéseiben, hitvallásában is egyedi jellemzőkkel bír – származási helye kétségtelen. S ennek köszönhetően az andragógus szerepkörben tevékenykedők munkakörének legtöbb jellemzője egy pedagóguséra hasonlíthat.

## Andragógus pálya
Ahhoz, hogy ezen új munkaterület, az andragógus pálya jellemzőit kutathassunk, elengedhetetlenül szükséges közelebbről megvizsgálnunk, ki is az a pedagógus. Az ókorban a fiúkat az iskolából hazakísérő rabszolgákat (paidagogosz) nevezték így, ám mára a hagyományos értelmezésben egy olyan nevelő, tanító, aki a fiatalkorúakat oktatja az élet különböző területeire, kitérve nemcsak az intellektuális jellegű vonásokra, hanem magára az erkölcsi terelgetésre is.  Ha nagyon egyszerűen akarunk fogalmazni: felkészítés az életre. A pedagógus pálya a kisgyermek első lépéseitől kezdődően végigköveti tanulmányait. A bölcsőde, az óvoda, az általános iskola vagy a középiskola pedagógusait is ebbe a körbe sorolhatjuk. Őket legtöbbször épp ezen munkakör alapján szokás beazonosítani. S mivel a pedagógia kiterjed az élet valamennyi tanítható, elsajátítható területére, így többek között a logopédus, az iskolapszichológus vagy éppen az iskolába különböző időközönként ellátogató hitoktató is beletartozik. Ez persze igen tág értelmezés, de hétköznapi használatban tökéletes megállja a helyét. 
A pedagógus szerepek felfogásait különböző neves szakemberek vizsgálták már, köztük Trencsényi László (1947-), Csoma Gyula (1932-), Koltai Dénes (1947-) vagy Felkai László (1920-2007). Az ő általuk alkotott pedagógiai szerepmodellekből már ránézésre levonható egy igen erős, és talán a lehető legfontosabb konzekvencia. A pedagógusok szerepei sokszínűek. Jómagam – bár talán kissé suta példa – de mégis leginkább a hagymához tudnám hasonlítani őket. A hagyma, mint tudjuk rétegekből áll, egyik réteg alatt a másik, s folyamatosan szedegethetjük le őket. Minden réteg különálló sziget – jelen esetben a jellem, a szerep egy szeletkéje – mindegyik tartogat valami újat, olykor valami váratlant, s csak így együtt teszik ki magát a hagymát – a pedagógust. Mindközül talán mégis Zrinszky László  felosztása a legegyszerűbb, s mégis legérthetőbb. A pedagógusszerepeket három nagy csoportba osztja: nevelőszerep – szakemberszerep – tisztviselőszerep.
A nevelőszerep jórészt kapcsolódik a fentebb már említett, hagyományos pedagógus szerepértelmezéshez, miszerint ő az a személy, aki a gyermeket neveli, oktatja. Ha társadalmi szerepek közt keresünk kapaszkodót, akkor a nevelőszerepet leginkább a gyermek szülei által betöltött szerephez tudnánk hasonlítani. Mikor a gyermek otthon van, a szüleinek fogad szót, mikor az iskolában, a tanárnak. A tanár feladata itt részint tökéletesen megegyezik a szülőével, hiszen napközben a tanárra hagyatkozhat olyan kérésekkel, melyekkel egyébként a szüleit keresné.

## Zrinszky-féle értelmezés
Zrinszky értelmezésében a szakemberszerep ettől éles határvonalakkal különül el. A nevelőszerep jórészt egy érző lényt takar, míg ez utóbbi magát a hűvös szakembert, tudósembert. Olykor bizony megesik, hogy a szakemberszerep túlcsordul bizonyos személyekben, s ez végül a tanulók tárgytól való elidegenítését vonja maga után. A szakember fogalom tükrözi, hogy az egyén abban a bizonyos tudományágban magas szintű képzésben részesült – erről nyilván okmánnyal is rendelkezik – s így jogot érez arra, hogy a megszerzett tudást továbbadja. Azon a bizonyos szakterületen valószínűleg kollégáinál is képzettebb. A szakember folyamatosan kész arra, hogy míg mások oktatását teljesíti, saját magát is ezzel párhuzamosan tovább képezze, hogy a tudományok – vagy azon tudomány, melyre specializálódott – fejlődését pontosan nyomon követhesse.
A Zrinszky-féle értelmezés harmadik szerepköre már kívül esik abból a körből, melyen belül a pedagógus a gyermek felé közeledik. Ez a tisztviselőszerep. Itt a tanár nem a gyermekeknek számol be a tananyagról, hanem saját munkájáról ad leírásokat, elemzéseket különböző módokon munkaadója, vagy felette álló személyek felé. Ebbe a csoportba tartoznak például elemzések, értékelések írásai akár saját magáról, akár társairól. Bizonyos óvodákban, iskolákban a pedagógusok mindig egy bizonyos kiválasztott személyről írnak. Mindenki másról természetesen, majd a kész értékelések alapján felállítanak egy százalékos táblázatot, így jelölve egy-egy adott pedagógus teljesítményét. Ezt azután összevetik a saját magukról készített értékeléssel, majd egy végső közös megvitatás – olykor szavazás – alapján kapják meg a kész értékelést. Mindez nyilván nagyfokú szubjektivitást is feltételez az egy adott munkahelyen dolgozó pedagógusok közt fennálló érzelmi, rokonszenvi szálak miatt, de a közös megvitatás végül a lehető legobjektívebb képet alakítja ki az egyénekről. Ezt a módszert lakóhelyemen is előszeretettel alkalmazzák, s így senkit nem ér vád, hogy az iskola-, vagy óvodavezető a beosztottainak saját kénye kedve szerint ad magasabb vagy alacsonyabb százalékokat a teljesítményük osztályozásaképpen.  
Az andragógusok és pedagógusok szerepei közt természetesen mutatkozik némi eltérés, mely végül a két szakma megkülönböztetését jelenti. A tanulási folyamatok a különböző életciklusokban különbözőképpen mennek végbe, így természetesen egy andragógusnak teljességgel máshogy kell viszonyulnia egy felnőttoktatásban résztvevőhöz. E. L. Thorndike különféle kutatásokkal igyekezett alátámasztani, hogy a felnőttek tanulásra való fogékonysága éppoly kitűnő, mint a fiatalabb generációé. A vizsgálatok szerint 50 éves korig nem csökken a tanulási képesség, ám e kort átlépve már alaposan megcsappan. A kutatás eredményét nyilvánvalóan nem lehet cáfolni, ám be kell lássuk, hogy hiába a képesség, ha nincs hajlandóság. 
Ha ismét elővesszük a Zrinszky-féle értelmezéseket, láthatjuk, hogy a nevelőszerep itt már korántsem kap akkora hangsúlyt. A felnőttkorú tanulókat nem kell felkészíteni az életre, ahogy az történt a gyermekek esetében, hiszen ők eleve a felnőtt világból érkeznek tanulni. Olykor természetesen akadnak kivételek. Bizonyos iskolákban a dolgozók folyamatosan ki vannak téve a legkülönfélébb sértéseknek. Az ilyen és ehhez hasonló esetekben még mindig olyan erős a nevelőszerep az andragógusban, mint a pedagógusban volt, azzal a különbséggel, hogy az alanyok kevéssé formálhatóak az életre, az erkölcsre. Ebből is világosan kitűnik, hogy a felnőttképzéssel is foglalkozó szakemberek munkáját nagy mértékében befolyásolják a tanulók életkori sajátosságai, a különböző környezeti hatások.

## Az andragógia hatása a pedagógiára
Bár az andragógia alakult ki a pedagógiából, újabban mégis ez utóbbi tudomány vesz át bizonyos szokásokat a másikból. Talán épp a világ fejlődése és a mai gyermekek jellemének megváltozása hozta magával azt a változást, hogy a pedagógus már nem csak előadja a tananyagot, és várja, hogy a diák önállóan megtanulja, inkább csak koordinálja a gyermeket, felügyeli a tanulását, ahogy az andragógus teszi a felnőtt tanulóval, mikor egyenrangú partnerként, vitákkal, beszélgetésekkel próbálja megszerettetni és elsajátítani az anyagot.